# Jeondeungsa

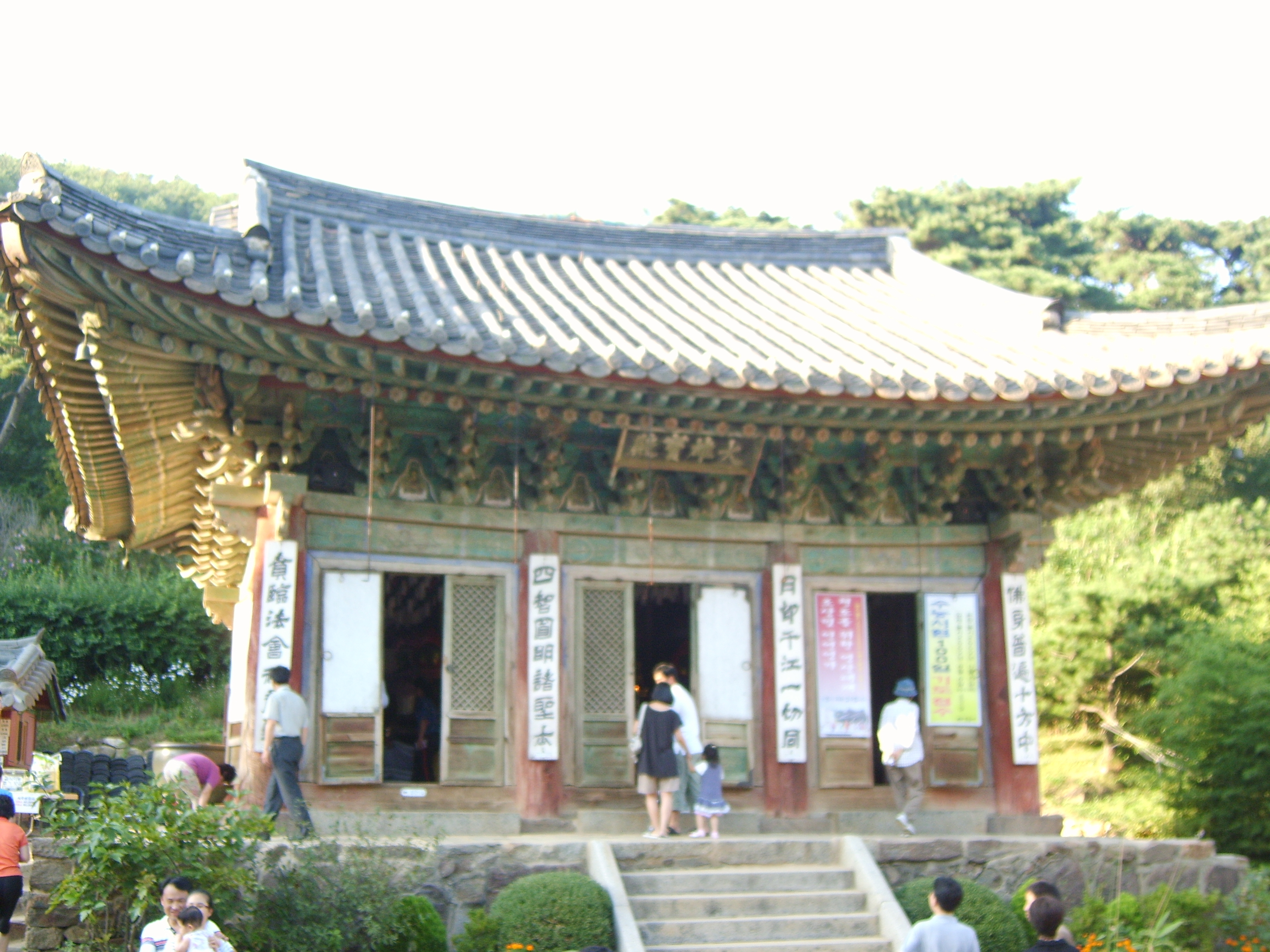
Le temple

Jeondeungsa (전등사) est un temple bouddhiste de l’ordre Jogye. Il est situé à Kanghwa, en Corée du Sud.